# Trophée d'Or
Trophée d'Or Féminin is een meerdaagse Franse wielerwedstrijd voor vrouwen. De wedstrijd wordt vanaf 1997 jaarlijks verreden in augustus, meestal vlak voor de wereldbekerwedstrijd GP Plouay. De wedstrijd start en finisht steeds in Saint-Amand-Montrond in het departement Cher en valt in de UCI 2.2 categorie.
De Trophée d'Or werd twee keer gewonnen door een Nederlandse renster. In 2000 won Leontien van Moorsel en in 2013 won Marianne Vos; zij stond op een volledig Nederlands podium, naast Anna van der Breggen en Lucinda Brand. De Litouwse tweelingzussen Jolanta en Rasa Polikevičiūtė werden in 1998 eerste en tweede. Hun landgenote Edita Pučinskaitė eindigde vier keer op het podium, waarvan twee keer als winnares. Dit record deelt ze met de Zweedse Emma Johansson.
De editie van 2017 zal niet doorgaan, door een gebrek aan gaststeden.

## Erelijst
| Jaar | Winnaar               | Tweede                | Derde                |
| ---- | --------------------- | --------------------- | -------------------- |
| 1997 | Jeannie Longo         | Heidi Van De Vijver   | Rasa Polikevičiūtė   |
| 1998 | Jolanta Polikevičiūtė | Rasa Polikevičiūtė    | Jeannie Longo        |
| 1999 | Tracey Gaudry         | Jolanta Polikevičiūtė | Alison Wright        |
| 2000 | Leontien van Moorsel  | Séverine Desbouys     | Hanka Kupfernagel    |
| 2001 | Edita Pučinskaitė     | Ioulia Martissova     | Sara Carrigan        |
| 2002 | Tatiana Stiajkina     | Emma James            | Hayley Rutherford    |
| 2003 | Olivia Gollan         | Hanka Kupfernagel     | Oenone Wood          |
| 2004 | Edita Pučinskaitė     | Alison Wright         | Valentina Polkhanova |
| 2005 | Joane Somarriba       | Edwige Pitel          | Edita Pučinskaitė    |
| 2006 | Zoulfia Zabirova      | Tatiana Stiajkina     | Monia Baccaille      |
| 2007 | Noemi Cantele         | Nicole Brandli        | Giorgia Bronzini     |
| 2008 | Emma Johansson        | Noemi Cantele         | Edwige Pitel         |
| 2009 | Diana Žiliūtė         | Monica Holler         | Pascale Jeuland      |
| 2010 | Emma Johansson        | Edita Pučinskaitė     | Eleonora Patuzzo     |
| 2011 | Tatiana Antoshina     | Charlotte Becker      | Annemiek van Vleuten |
| 2012 | Elena Cecchini        | Anna van der Breggen  | Marta Tagliaferro    |
| 2013 | Marianne Vos          | Anna van der Breggen  | Lucinda Brand        |
| 2014 | Elisa Longo Borghini  | Elena Berlato         | Ann-Sophie Duyck     |
| 2015 | Rachel Neylan         | Edwige Pitel          | Carlee Taylor        |
| 2016 | Elise Delzenne        | Claudia Lichtenberg   | Daiva Tušlaitė       |
| 2017 | Niet verreden         | Niet verreden         | Niet verreden        |

### Meervoudige winnaars
| Overwinningen | Renster           | Land     | Jaren      |
| ------------- | ----------------- | -------- | ---------- |
| 2             | Edita Pučinskaitė | Litouwen | 2001, 2004 |
| 2             | Emma Johansson    | Zweden   | 2008, 2010 |

### Overwinningen per land
| Overwinningen | Land                                 |
| ------------- | ------------------------------------ |
| 4             | Litouwen                             |
| 3             | Australië, Italië                    |
| 2             | Nederland, Zweden, Frankrijk         |
| 1             | Kazachstan, Oekraïne, Rusland Spanje |